# 艾伦·图灵
艾伦·麦席森·图灵，OBE，FRS（英語：Alan Mathison Turing，又译阿兰·图灵，也常翻譯成涂林或者杜林，1912年6月23日—1954年6月7日），英国電腦科學家、数学家、邏輯學家、密码分析学家和理论生物学家，他被誉为计算机科学與人工智能之父。
二次世界大战期间，「Hut 8」小组，负责德国海军密码分析。 期间他设计了一些加速破译德国密码的技术，包括改进波兰战前研制的机器Bombe，一种可以找到恩尼格玛密码机设置的机电机器。 图灵在破译截获的编码信息方面发挥了关键作用，使盟军能够在包括大西洋战役在内的许多重要交战中击败軸心國海軍，并因此帮助赢得了战争。
图灵对于人工智能的发展有诸多贡献，例如图灵曾写过一篇名为《計算機器和智能》的论文，提問「机器会思考吗？」（?），作為一种用于判定机器是否具有智能的测试方法，即图灵测试。至今，每年都有试验的比赛。此外，图灵提出的著名的图灵机模型为现代计算机的逻辑工作方式奠定了基础。
图灵是男同性恋者，并因为其性倾向而遭到当时的英国政府迫害，职业生涯尽毁。他亦患有花粉过敏症。
图灵还是一位长跑运动员。他的马拉松最好成绩是2小時46分03秒（手動計時），比1948年奥林匹克运动会金牌成绩慢11分钟。1948年的一次越野赛跑中，他跑赢了同年奥运会银牌得主汤姆·理查兹。

## 生平

### 孩童和年轻时代
图灵的父亲朱利斯·麦席森·图灵（Julius Mathison Turing）是一名英属印度的公务员。1911年，图灵的母亲Ethel Sara Stoney在英属印度怀了孕。因为他们希望艾伦在英国出生，所以回到伦敦，住在帕丁顿，并在那里生下了艾伦。父亲的公务员委任使他在小时候经常来往于英伦和印度。由于担心印度的气候不利于儿童成长，他便把家庭留在英伦与朋友同住。图灵很小的时候就表现出他的天賦，后来越發明顯。
1927年，他的父母在吉爾福德購買了一所房子，圖靈在學校放假期間住在該處。該位置附近還標有藍色路牌。
六岁的时候，他的父母为他在一间叫圣迈克尔（St. Michael's）的日间学校註册。女校长很快就注意到他的才能，随后马尔伯勒学院的许多教育家也注意到这点。1926年，他十三岁的时候考入在多塞特郡的舍伯恩學校。开学的第一天，不幸遇上了大罢工。图灵堅決要上第一天的课，于是他独自从南安普顿骑了六十英哩的自行车去上学，途中还在一间旅社度过一宵。
图灵天生对科学的喜好并没有给他在謝爾本的老师留下好印象。他们对教育較爲着重于人文学科而不是科学。虽然如此，图灵继续在他喜欢的学科表现出惊人的能力，还没有学过基础微积分的他，就已经能够解答以他年纪来说算是很高深的难题。
1928年，在图灵16岁的时候，開始閱讀阿尔伯特·爱因斯坦的著作。他不但能够理解，而且看出了愛因斯坦對牛頓運動定律存有質疑，即使愛因斯坦的著作中並沒有明白指出這點。

### 大学生涯

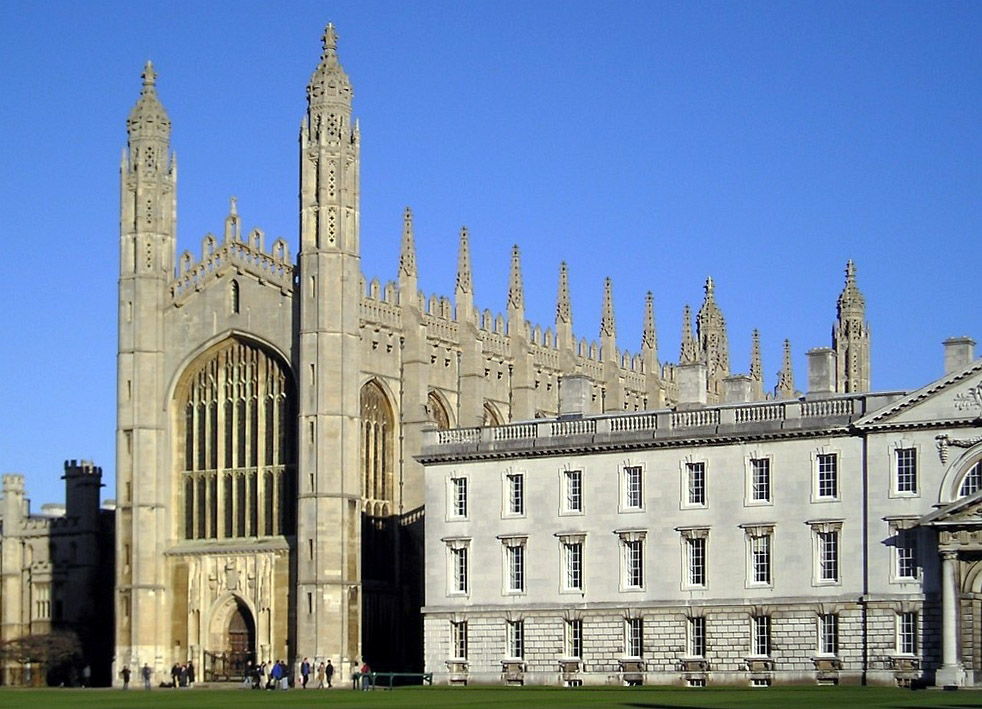
剑桥大学國王學院的電腦房現在以圖靈為名

1931年，图灵考入剑桥大学国王学院攻讀本科，並獲得了數學一等榮譽。
1934年他以优异成绩毕业。
1935年，22歲的他憑藉證明中心極限定理的論文被選為國王學院研究員。雖然說圖靈不知道，該定理已在1922年由亞爾·瓦爾德馬·林德伯格證明。儘管如此，委員會認為這項研究值得考慮提供研究金。
图灵在他的重要论文《论可计算数及其在判定问题上的应用》（英語：On Computable Numbers, with an Application to the Entscheidungsproblem）里，对哥德尔1931年在证明和计算的限制的结果作了重新论述，他用现在叫做图灵机的简单形式的抽象裝置代替了哥德尔的以通用算术为基础的形式语言。雖然圖靈機過於緩慢的速度使其沒有實際用途，图灵还是证明了这样的机器有能力解决任何可想像的，並以數學式表達的数学难题。现今，图灵机还是计算理论研究的中心课题。他继续证明了判定问题是没有答案的。他的证明首先展示了图灵机的停机问题没有答案，这是说不可能用一个算法来决定一台指定的图灵机是否会停机。尽管他的证明比阿隆佐·邱奇在λ演算方面相等的证明晚发表了几个月，图灵的著作是更易于理解和直观。他的通用（图灵）机的概念也很新穎。这一通用机能够完成任何其他机器所能做的任务。这篇论文还介绍了可定义数的概念。
1936年9月到1938年7月間，圖靈大部分時間都在普林斯頓大學的教堂下學習，第二年被評選爲簡·伊麗莎·寶潔獎學金客座教授（Jane Eliza Procter Visiting Fellow）。除了他的純數學工作外，他亦研究密碼學，並建造了機電二進制乘法器的四個階段中的其中三個。1938年6月，獲普林斯頓數學系博士學位；他的論文基於序數的邏輯系統,介紹了序數邏輯的概念和相對計算的概念，其中圖靈機增加了所謂的預言機，允許學者進一步研究圖靈機無法解決的問題。馮·諾依曼有意聘請圖靈做他的博士後助理，但他謝絕后又回到了英國。
1939年图灵回到剑桥，聆听了维特根斯坦关于数学基本原理（Foundations of mathematics）的讲座。他们激烈地争论，图灵为形式主义辩护，而维特根斯坦則认为把数学抬得太高反而不能发现任何绝对真理。

### 密码分析
在第二次世界大戰期間，圖靈是布萊切利莊園破解德國密碼的主要參與者。歷史學家和戰時密碼破譯員Asa Briggs曾說過：“你需要非凡的天賦，你需要布萊切利的天才，而圖靈就是那個天才。”
從1938年9月起，圖靈在英國密碼破譯組織政府密碼和密碼學校(GC&CS)兼職工作。他與高級GC&CS密碼破譯員第利溫·諾克斯一起專注於對德国使用的恩尼格玛密码机進行密碼分析。
1939年7月，波蘭密碼局在華沙附近的會議上向英國和法國提供了恩尼格玛密码机機器的詳細信息以及他們解密恩尼格玛密码机機器信息的方法。不久後，圖靈和諾克斯開發了一個更具廣泛性的解決方案。波蘭方法依賴於德國人的不嚴謹的程序。圖靈的方法更通用，使用基於恩尼格玛分析，他為此製作了炸彈的功能規範（對波蘭炸彈的改進）。
1939年图灵被英国皇家海军招聘，并在英国軍情六處监督下从事对德国机密军事密码的破译工作。两年后他的小组成功破译了德国的密码系统恩尼格玛密码机，从而使得军情六处对德国的军事指挥和计划瞭如指掌。但是军情六处以機密为由隐瞒了图灵小组的存在和成就，将其所得情报据为己有。
通過使用統計技術來優化密碼破譯過程中不同可能性的試驗，圖靈為該課題做出了創新貢獻。他寫了兩篇有關數學計算方法的論文，題為 The Applications of Probability to Cryptography和Paper on Statistics of Repetitions, 對 GC&CS 及其繼任者GCHQ具有十分重要的價值，以至於它們直到2012年4月才被發布給英國國家檔案館，也就是他誕辰一百週年前不久。一位GCHQ數學家，“他只承認自己是理查德”，當時說，根據官方保密法，內容被封鎖了大約 70 年這一事實證明了它們的重要性，以及它們與戰後密碼分析的相關性：
說，內容受到限制的事實“表明它在我們學科的基礎中具有多麼巨大的重要性”。...論文詳細使用“數學分析來嘗試確定哪些是更有可能的設置，以便盡快嘗試它們。” ......理查德說，GCHQ 現在已經從這兩篇論文中“榨取了汁液”，並且“很高興將它們發佈到公共領域”。
圖靈在布萊切利莊園以其古怪的性格而聞名。他的同事稱他為“教授”（Prof），而他關於恩尼格玛密码机的論文被也被稱為“教授之書”。根據歷史學家Ronald Lewin的說法，與圖靈一起工作的密碼分析家I·J·古德談到他的同事時說：
每年六月的第一周，他都會患上花粉熱，他會戴著防毒面具騎自行車去辦公室，以防花粉。他的自行車有毛病：鏈條會定期脫落。他沒有修理它，而是計算踏板轉動的次數，並及時下車手動調整鏈條。他的另一個怪癖是他把杯子拴在散熱器管上以防被偷。
彼得希爾頓在他的“美國數學世紀的回憶”中講述了他在小屋8中與圖靈合作的經歷： 
 遇到真正的天才是一種難得的經歷。我們這些有幸居住在學術世界的人都熟悉才華橫溢的同事提供的智力刺激。我們可以欣賞他們與我們分享的想法，並且通常能夠理解它們的來源；我們甚至可能經常相信我們自己可以創造這樣的概念並產生這樣的想法。然而，分享天才的智力生活的體驗卻完全不同；一個人意識到自己是在一種智慧的面前，一種對如此深刻和獨創性的敏感性，以至於一個人充滿了驚奇和興奮。艾倫·圖靈就是這樣一個天才，而那些像我一樣，在第二次世界大戰的奇怪緊急情況下擁有驚人而意想不到的機會的人
希爾頓在 Nova PBS紀錄片《解碼納粹秘密》中也表達了類似的想法。
在布萊奇利莊園工作期間，圖靈是也一位才華橫溢的長跑運動員，當需要開會時，他偶爾會跑 40 英里（64 公里）到倫敦，他有能力達到世界級的馬拉松標準。圖靈為 1948 年英國奧運代表隊進行了試訓，但他也被傷病的阻礙。他的馬拉松選拔時間僅比英國銀牌得主托馬斯·理查茲（Thomas Richards）的奧運會比賽時間（2小時35分鐘）慢了11分鐘。他是沃爾頓競技俱樂部最好的跑者，這一事實是在他獨自跑過小組時發現的。 當被問及為什麼他在訓練中跑得如此努力時，他回答說：
我的工作壓力很大，要想擺脫它，唯一的辦法就是努力奔跑。這是我釋放壓力的唯一方法。
由於歷史反事實的問題，很難準確估計超智能對戰爭的影響。然而，官方戰爭歷史學家哈里·欣斯利估計，這項工作將歐洲的戰爭縮短了兩年多，挽救了超過 1400 萬人的生命。
戰爭結束時，向所有在布萊切利莊園工作的人發送了一份備忘錄，提醒他們《官方保密法》規定的沉默守則不會隨著戰爭而結束，而是會無限期地繼續下去。因此，儘管圖靈在 1946 年被喬治六世國王任命為大英帝國勳章(OBE)，以表彰他在戰時的服務，但他的工作多年來一直保密。

### 早期的计算机研究：图灵测试

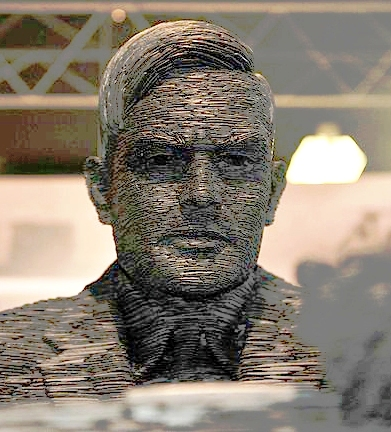
在布萊切利莊園的图灵石像

1945年到1948年，图灵在国家物理实验室负责自动计算引擎（ACE）的研究工作。1949年，他成为曼彻斯特大学计算机实验室的副主任，负责最早的真正的计算机---曼彻斯特一号的软件工作。在这段时间，他继续作一些比较抽象的研究，如“计算机械和智能”。图灵在对人工智能的研究中，提出了一个叫做图灵测试的实验，尝试定出一个决定机器是否有感觉的标准。
1952年，图灵写了一个国际象棋程序。可是，当时没有一台计算机有足够的运算能力去执行这个程序，他就模仿计算机，每走一步要用半小时。他与一位同事下了一盘，结果程序输了。
後來美国新墨西哥州洛斯阿拉莫斯國家實驗室的研究组根據圖靈的理論，在ENIAC上設計出世界上第一個電腦程序的西洋棋－洛斯阿拉莫斯西洋棋。

### 图案形成和数理生物学的研究
从1952年直到去世，图灵一直在生物数学方面做研究。他在1952年发表了一篇论文《形態發生的化学基础》（英語：The Chemical Basis of Morphogenesis）。他主要的兴趣是斐波那契葉序列，存在于植物结构的斐波那契數。他应用了反应-扩散公式，现在已经成为图案形成范畴的核心。他后期的论文都没有发表，一直等到1992年《艾伦·图灵选集》出版，这些文章才见天日。2012年，《自然》杂志称赞他是有史以来最具科学思想的人物之一。

### 迫害和逝世

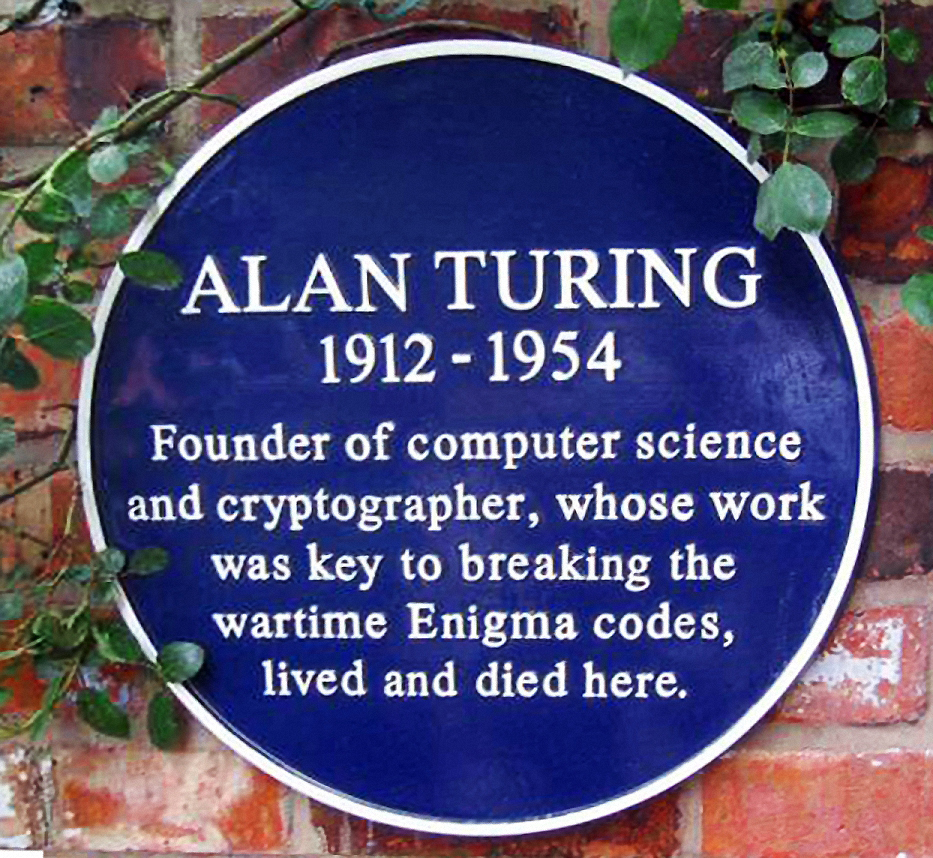
图灵在東柴郡威姆斯洛的家，挂有藍色牌匾。

因为图灵的同性恋倾向而遭到的迫害使得他的职业生涯尽毁。1952年，他的同性伴侣协同一名同谋一起闯进图灵的房子行窃，但是英国警方的调查结果使得他被控以“明显的猥亵和性颠倒行为”罪（请参看性悖軌法）。他没有申辩，並被定罪。在公審后，他被给予了两个選擇：坐牢或女性荷尔蒙注射“疗法”（即化学阉割）。他最后选择了雌激素注射，并持续一年。在这段时间里，药物产生了包括乳房不断發育的副作用，也使原本热爱体育运动的图灵在身心上受到极大伤害。1954年，图灵因食用浸过氰化物溶液的苹果而死亡。很多人相信他有意吃這蘋果，并判决他是自杀。但是他的母亲Ethel Sara Stoney极力争辩他的死是意外，因為图灵工作室有很多化學品，而他不小心讓蘋果沾上氰化物溶液。

### 政府的道歉和平反
在2009年9月10日，一份超过3萬人的請愿签名，使英国首相戈登·布朗在《每日電訊報》撰文，因為英國政府當年以同性戀相關罪名起訴圖靈並定罪，讓他自殺身亡，正式向艾伦·图灵公開道歉。
至2012年，有2萬多人簽名請願，要求英国政府追授图灵死后赦免状，但被當場拒绝。英國上議院的麦克纳利勋爵解释说：“死后赦免状是不合理的，因为图灵是根据当时的法律被定罪。图灵应当知道他的所做所为会触犯法律，他也应当意识到他有可能会受到迫害。图灵在当时的判罪在今天看来既残酷又荒唐，这无疑是一个悲剧，尤其我们应当知道他对战争胜利做出了卓越的贡献。然而，我们不应当脱离历史背景看待这一事件，在那时的法律这的确是重刑。我们不应该在纠结于把不正确的事强行拨乱反正，我们所能做的是确保今日的社会再也不要回到过去及重复历史。”
2013年12月24日，英國司法部宣布英国女王伊莉莎白二世赦免1952年因同性恋行为被定罪的艾倫·图灵，不過有抗議者指出應將此赦免令範圍擴大到所有和圖靈同時代且受到同樣待遇的同性戀者。
2015年2月23日，圖靈的家人向英國首相府邸發出了一份超過50萬人簽名的請願書，要求英國政府赦免49,000個和圖靈一樣因同性戀而獲罪的人。2017年1月31日，艾倫·圖靈法案生效，約49,000位因同性戀定罪者被赦免。

## 獎項、榮譽、表彰和敬意

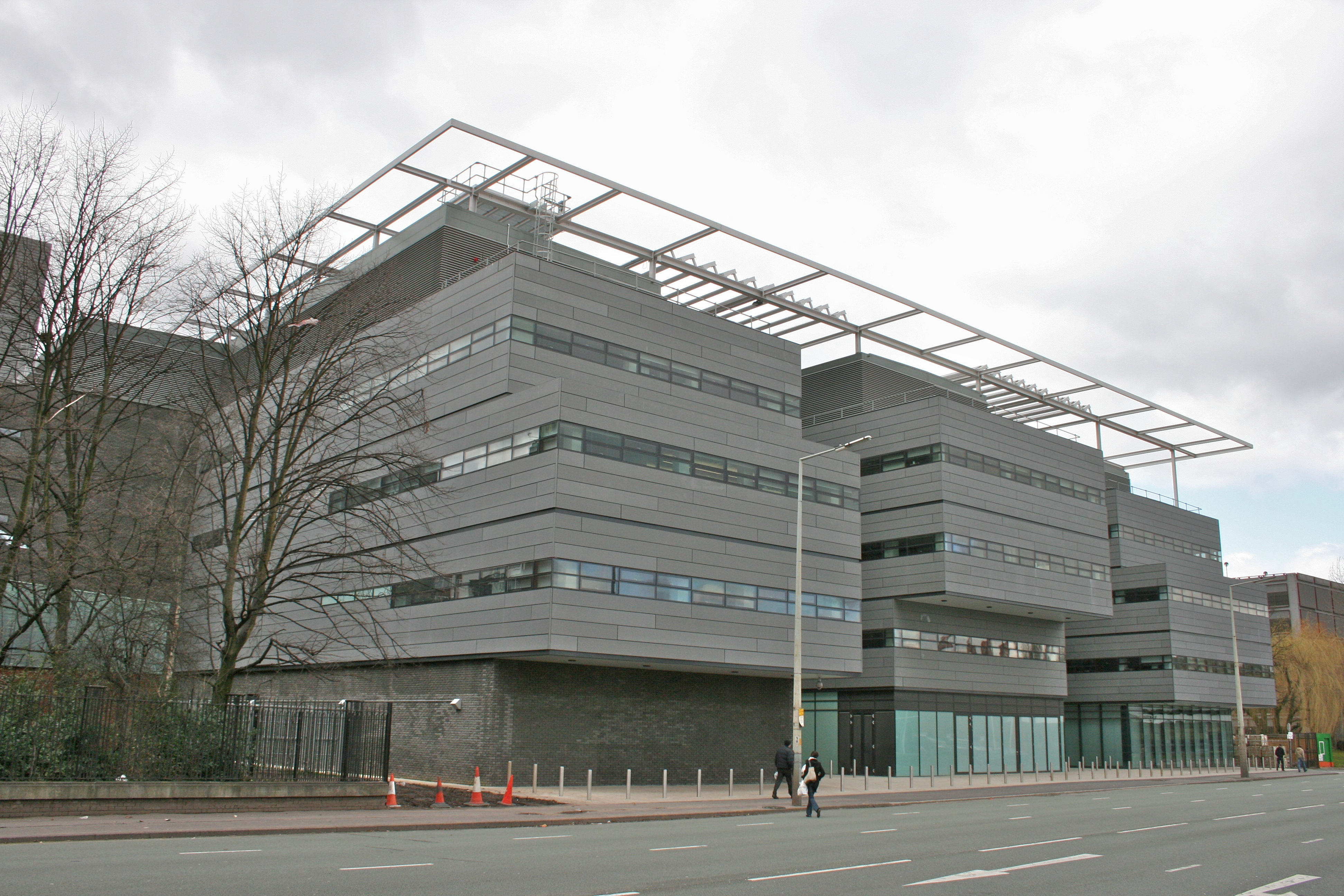
曼徹斯特大學的艾倫圖靈大廈

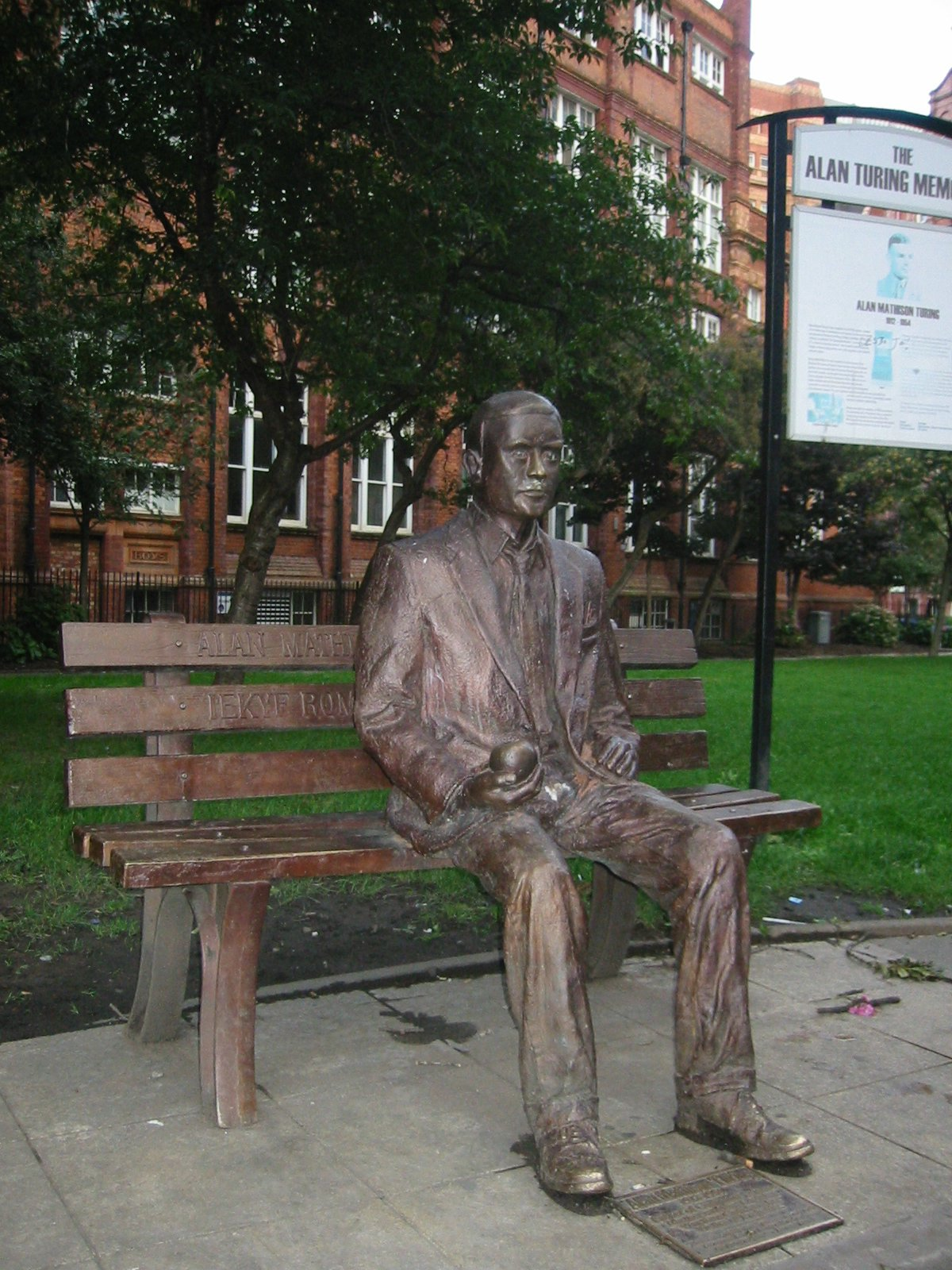
图灵纪念雕像，位于曼彻斯特的Sackville公园。

圖靈被授予1946年大英帝國勳章。他在1951年還被選為皇家學會（FRS）的成員。有幾件事情以他的名字命名：
- 艾倫圖靈研究所（英语：Alan Turing Institute）
- 邱奇－图灵论题
- 图灵估计
- 圖靈完備性
- 不可解度，或图灵度
- 图灵不动点组合子
- 圖靈研究所（英语：Turing Institute）
- 图灵机
- 圖靈歸約
- 图灵测试

自1966年以来，图灵奖每年由计算机协会颁发给计算机界，为其提供技术或理论贡献。 它被广泛认为是计算机科學世界的最高荣誉，相当于诺贝尔奖。
2021年英格兰银行选择了图灵作为印刷在新版50英鎊纸币背面的人物。

### 蘋果公司的商標
蘋果公司的商標有時會被誤認為是源於圖靈自殺时咬下的半個蘋果，但該圖案的设计师和蘋果公司都否認了這一說法。而公司创办人史蒂夫·賈伯斯在接受史蒂芬·弗莱问到此事时说：“上帝啊，我们希望它（LOGO向圖靈致敬）是真的。但它只是巧合。”（"God we wish it were. It's just a coincidence."）

### 顯示卡
圖靈的名字也被用來命名NVIDIA GeForce 16系列,NVIDIA GeForce 20系列顯示卡核心名稱。

## 流行文化

### 影視作品
- ：2014年電影，由本尼迪克特·康伯巴奇飾演艾倫·圖靈。

### 书目
- Alexander, C. Hugh O'D., , The National Archives, Kew, Reference HW 25/1, 1945  [2012-06-22], （原始内容存档于2022-02-17） （英语）
- Copeland, B. Jack, , IEEE Annals of the History of Computing]], 2004, 26 (4): 38–45, doi:10.1109/MAHC.2004.26 （英语）
- Copeland, B. Jack, , Oxford University Press, 2006, ISBN 978-0-19-284055-4 （英语）
- Gannon, Paul, , London: Atlantic Books, 2006-01-10 [2006], ISBN 978-184-354-330-5 （英语）
- Hodges, Andrew, , London: Burnett Books, 1992 [1983], ISBN 0-04-510060-8 （英语）
- Leavitt, David, , Phoenix, 2007, ISBN 978-0-7538-2200-5 （英语）
- Lewin, Ronald, , Classic Military History Classic Penguin, London, England: Hutchinson & Co, 19782001, ISBN 978-1-56649-231-7 （英语）
- Mahon, A.P., , UK National Archives Reference HW 25/2, 1945  [2009-12-10], （原始内容存档于2022-02-09） （英语）
- Oakley, Brian (编),  2.6, Wynne Press, 2006 （英语）
- O'Connell, H; Fitzgerald, M, , Irish Journal of Psychological Medicine (Irish Institute of Psychological Medicine), 2003, 20: 28–31, ISSN 0790-9667 （英语）
- Andrew Hodges; Douglas Hofstadter. . Princeton University Press. 2014-11-10. ISBN 978-069-116-472-4 （英语）.
- 柯利弗德·皮寇弗; 陳以禮（翻譯）.  [數學之書]. 時報文化. 2013-04-16. ISBN 978-957-135-699-0 （中文（繁體））.

## 外部連結
- 2012艾伦·图灵年 （页面存档备份，存于）
- CiE 2012：图灵诞辰百年会议 （页面存档备份，存于）
- 图灵相册 （页面存档备份，存于）
- Alan Turing 美國國會圖書館的存檔，存档日期2011-08-27
- AlanTuring.net – Turing Archive for the History of Computing
- Jones, G. James. . System Toolbox (The Binary Freedom Project). 2001-12-11. （原始内容存档于2007-08-03）.
- 謎樣的計算機科學之父 （页面存档备份，存于） - 中央研究院數學所、台大數學系
- 艾伦·图灵在数学家族谱网站上的条目 （页面存档备份，存于）
- 艾伦·图灵文件数字化项目[]